# Тадеуш Урбанський
Тадеуш Урбанський (пол. Tadeusz Urbański; 26 жовтня 1901 — 29 травня 1985) — польський хімік-теоретик, член Польської АН (з 1956).

## Біографія
Закінчив Варшавський політехнічний інститут (1924). Працював на хімічних заводах Польщі та Франції (1924—1932), у Варшавському політехнічному інституті (1932—1939), в дослідницьких центрах Франції і Великої Британії (1940—1946), з 1946 р. — у Варшавському технологічному інституті (з 1948 р. — професор). Президент Польського хімічного товариства (1950—1951, 1968—1970). Член ряду академій наук і наукових товариств.

## Наукова діяльність
Основні наукові дослідження відносяться до фізичної органічної хімії. Перші роботи присвячені вивченню азотовмісних вибухових речовин (1926—1932); відкрив так званий спіральний ефект детонації (1932). Розробив способи нітрування алканів в газовій фазі (1936) і синтезу гетероциклів з первинних нітросполук (1947). В 1953 році відкрив реакцію отримання похідних амідинсечовини з ароматичних амінів та диціандиаміду. Встановив наявність водневих зв'язків між аміною і гідроксильною групами в оксинітроалканах (1953). Відкрив біологічну дію та лікувальну властивість саліцилгідроксамової кислоти (1950—1963), п-нітрофеніламідинсечовини (1960) і 5-нітротетрагідро-1,3-оксазину (1951).